# Plaza de España, Madrid
Plaza de España (Španski trg) je velik trg in priljubljena turistična točka, ki se nahaja v središču Madrida, v Španiji, na zahodnem koncu Gran Via. Na njem stoji spomenik Miguel de Cervantes Saavedra in je obrobljen z dvema najvidnejšima nebotičnikoma Madrida. Tudi Palacio Real (Kraljeva palača, Madrid), je le kratek sprehod južno od trga.

## Cervantesov spomenik
V središču trga je spomenik španskemu pisatelju, pesniku in dramatiku Miguel de Cervantes Saavedra, ki sta ga zasnovala arhitekta Rafael Martínez Zapatero in Pedro Muguruza in kipar Lorenzo Coullaut Valera. Večina spomenika je bila zgrajena med letoma 1925 in 1930, končan pa je bil med letoma 1956 in 1957. Dokončal ga je Federico Coullaut-Valera Mendigutia, sin prvotnega kiparja.
Na stolpu, ki je del spomenika, je kamnita skulptura Cervantesa, ki gleda bronasta kipa Don Kihota in Sanča Panse. Poleg stolpa sta še dve kamniti strukturi Don Kihotova prava ljubezen, ena kot preprosta kmečka ženska Aldonza Lorenzo in ena kot lepa, imaginarna Dulcinea del Toboso.
- Kamnit kip Miguela de Cervantesa
- SV stran Cervantesovega spomenika
- Bronast kip Don Kihota in Sanča Panse
- Bronast kip Don Kihota in Sanča Panse
- Kamnit kip Aldonza Lorenzo
- Plaza de España, Madrid

## Okoliške zgradbe
V bližini trga sta dve od najvišjih zgradb v Madridu 142 m visok Torre de Madrid (Madridski stolp), zgrajen leta 1957 in 117 m visok Edificio España (Španska zgradba), zgrajena leta 1953. .
Tukaj stoji tudi Hiša Gallardo, zgrajena leta 1911, ki velja za enega od pomembnih primerov secesijske arhitekture v mestu.

## Postaja metroja
Plaza de España je tudi imepostaje podzemske železnice, ki je locirana na vzhodnem koncu trga, in servisira linije 3 in 10, s prestopom na linijo 2. .

## Zgodovina
Leta 1808 je bilo območje del hriba Principe Pío. To je bila ena izmed lokacij, ki so jih francoska strelska moštva uporabljala za eksekucije zapornikov, zajetih v vstaji 2. maja.